# Cristina-Ionela Iurișniți
Cristina-Ionela Iurișniți (n. 11 martie 1971

) este un o fostă deputată româncă aleasă în legislatura 2016-2020. 